# Bagarius suchus
Espèce
Statut de conservation UICN

 NT  : Quasi menacé
Bagarius suchus est une espèce de poisson-chat de la famille des Sisoridae endémique du Laos, du Cambodge et de Thaïlande, ou on le trouve dans les bassins du Mékong et du Chao Phraya. Cette espèce atteint une taille maximale de 70 cm.

## Écologie
Cette espèce vit dans les eaux tièdes à courant important ayant un pH entre 6 et 7,2 et une température comprise entre 17 et 23 °C.